# D.O.
D.O. (Denominación de Origen) ist eine Herkunftsbezeichnung spanischer Produkte wie Käse, Wurst, Schinken oder Gemüse und insbesondere von spanischem Wein. Hier entspricht sie etwa den französischen VDQS oder dem deutschen QbA und erfasst die bekanntesten klassischen Weine Spaniens. Derzeit gibt es 66 D.O.s. Jede D.O. wird zusammen mit der örtlichen Verwaltung und dem I.N.D.O. in Fragen der Qualitätskontrolle wie Erträge und Rebsorten entschieden.
Es gibt die Klassifizierungen:
- D.O.C. (Denominación de Origen Controlada, kontrollierte Ursprungsbezeichnung)
- D.O.P. (Denominación de Origen Protegida, geschützte Ursprungsbezeichnung)

Die Wein-Klassifizierung Denominación de Origen Calificada (D.O.C. oder D.O.Ca.), welche erstmals 1991 in der Rioja eingeführt wurde. Die Produktionsvorschriften dieser „klassifizierten“ Herkunftsbezeichnung legen genau umgrenzte Anbaugebiete, das Rebsortiment, maximale Ertragsmengen etc. fest. Seit 2001 darf auch das Anbaugebiet Priorat die katalanische Herkunftsbezeichnung Denominació de Origen Qualificada (D.O.Q.) tragen.
Als D.O./D.O.C./D.O.Ca. klassifiziert sind in Spanien folgende Weinbauregionen:
1. Abona
2. Alella
3. Alicante
4. Almansa
5. Arlanza
6. Empordà
7. El Bierzo
8. Binissalem-Mallorca
9. Bullas
10. Calatayud
11. Campo de Borja
12. Cariñena
13. Cava
14. Chacolí de Álava / Arabako Txakolina
15. Chacolí de Guetaria / Getariako Txakolina
16. Chacolí de Vizcaya / Bizkaiko Txakolina
17. Cigales
18. Conca de Barberà
19. Condado de Huelva
20. Costers del Segre
21. El Hierro
22. Jerez-Xérès-Sherry
23. Manzanilla de Sanlúcar
24. Jumilla
25. La Mancha
26. La Palma
27. Lanzarote
28. Málaga
29. Méntrida
30. Mondéjar
31. Monterrei
32. Montilla-Moriles
33. Montsant
34. Navarra
35. Penedès
36. Pla de Bages
37. Plà i Llevant
38. Priorat (D.O.Q.)
39. Rías Baixas
40. Ribeira Sacra
41. Ribeiro
42. Ribera del Duero
43. Ribera del Guadiana
44. La Rioja (D.O.C.)
45. Rueda DO
46. Somontano
47. Taraconte-Acentejo
48. Tarragona
49. Terra Alta
50. Toro
51. Uclés
52. Utiel-Requena
53. Valdeorras
54. Valdepeñas
55. Valencia
56. Valle de Güímar
57. Valle de la Orotava
58. Vinos de Madrid
59. Ycoden-Daute-Isora
60. Yecla

Siehe auch den Artikel Weinbau in Spanien.